# Camptoptera matcheta
Camptoptera matcheta är en stekelart som beskrevs av Subba Rao 1989. Camptoptera matcheta ingår i släktet Camptoptera och familjen dvärgsteklar. Inga underarter finns listade.